# Lucha adaptada
La lucha adaptada es un deporte derivado de la lucha, practicado por personas con discapacidad visual. Está regulado por el Comité Paralímpico Internacional. Formó parte del programa paralímpico en 1980 y 1984.